# Kuala Lumpur nemzetközi repülőtér
A Kuala Lumpur nemzetközi repülőtér (IATA: KUL, ICAO: WMKK) Malajzia egyik nemzetközi repülőtere, amely a főváros, Kuala Lumpur közelében található. Éves utasforgalma 25 377 000 fő (2022).

## Légitársaságok és úticélok

### Személy
| Légitársaság                 | Célállomások |
| ---------------------------- | --- |
| Air Arabia                   | Sharjah |
| Air Astana                   | Almaty |
| Air China                    | Beijing–Capital |
| Air Mauritius                | Mauritius, Singapore |
| AirAsia                      | Alor Setar, Banda Aceh, Bandar Seri Begawan, Bandung, Bangkok–Don Mueang, Bengaluru, Bhubaneswar, Bintulu, Can Tho, Chennai, Chiang Mai, Colombo–Bandaranaike, Da Lat, Da Nang, Denpasar/Bali, Dhaka, Guangzhou, Guilin, Hanoi, Hat Yai, Ho Chi Minh City, Hong Kong, Hua Hin, Hyderabad, Jakarta–Soekarno-Hatta, Jieyang, Johor Bahru, Kaohsiung, Kochi, Kolkata, Kota Bharu, Kota Kinabalu, Krabi, Kuala Terengganu, Kuantan, Kuching, Kunming, Labuan, Langkawi, Macau, Makassar, Malé, Manila, Medan, Miri, Nanning, Nha Trang, Padang, Palembang, Pattaya–U-Tapao, Pekanbaru, Penang, Phnom Penh, Phuket, Phu Quoc, Pontianak, Quanzhou, Sandakan, Semarang, Shenzhen, Sibu, Siem Reap, Sihanoukville, Silangit, Singapore, Surabaya, Surat Thani, Tawau, Tiruchirapalli, Visakhapatnam, Vientiane, Yangon, Yogyakarta–nemzetközi |
| AirAsia X                    | Ahmedabad, Amritsar, Avalon, Beijing–Capital, Busan, Changsha, Chengdu, Chongqing, Delhi, Denpasar/Bali, Fukuoka, Gold Coast, Hangzhou, Honolulu, Jaipur, Jeju, Lanzhou, Naha, Osaka–Kansai, Perth, Sapporo–Chitose, Seoul–Incheon, Shanghai–Pudong, Singapore, Surabaya, Sydney, Taipei–Taoyuan, Tianjin, Tokyo–Haneda, Tokyo–Narita, Wuhan (suspended), Xi'an Szezonális: Jeddah, Medina |
| All Nippon Airways           | Tokyo–Haneda, Tokyo–Narita |
| Bangkok Airways              | Koh Samui |
| Batik Air                    | Chennai, Denpasar/Bali, Jakarta–Soekarno-Hatta, Medan |
| Biman Bangladesh Airlines    | Dhaka |
| British Airways              | London–Heathrow |
| Cathay Dragon                | Hong Kong |
| Cebu Pacific                 | Manila |
| China Airlines               | Taipei–Taoyuan |
| China Southern Airlines      | Changsha, Guangzhou, Xining |
| Citilink                     | Bandung, Banyuwangi, Denpasar/Bali, Jakarta–Soekarno-Hatta, Pekanbaru, Surabaya |
| Emirates                     | Dubai–nemzetközi |
| Ethiopian Airlines           | Addis Ababa, Bangkok–Suvarnabhumi, Singapore |
| Etihad Airways               | Abu Dhabi |
| EVA Air                      | Taipei–Taoyuan |
| Garuda Indonesia             | Jakarta–Soekarno-Hatta |
| Himalaya Airlines            | Kathmandu |
| IndiGo                       | Bengaluru, Chennai, Delhi |
| Indonesia AirAsia            | Banda Aceh, Bandung, Denpasar/Bali, Jakarta–Soekarno-Hatta, Mataram–Lombok, Medan, Pontianak, Surabaya, Tanjung Pandan |
| Iraqi Airways                | Bagdad |
| Japan Airlines               | Tokyo–Narita |
| Jetstar Asia Airways         | Singapore |
| KLM                          | Amszterdam, Jakarta–Soekarno-Hatta |
| Korean Air                   | Seoul–Incheon |
| Lanmei Airlines              | Phnom Penh |
| Lion Air                     | Jakarta–Soekarno-Hatta |
| Lucky Air                    | Kunming, Lijiang |
| Mahan Air                    | Tehran–Imam Khomeini |
| Malaysia Airlines            | Adelaide, Alor Setar, Auckland, Balikpapan, Bangkok–Suvarnabhumi, Bandar Seri Begawan, Beijing–Daxing, Bengaluru, Bintulu, Brisbane, Chennai, Colombo–Bandaranaike, Delhi, Denpasar/Bali, Dhaka, Guangzhou, Hanoi, Ho Chi Minh City, Hong Kong, Hyderabad, Jakarta–Soekarno-Hatta, Jeddah, Johor Bahru, Kathmandu, Kertajati, Kochi, Kota Bharu, Kota Kinabalu, Kuala Terengganu, Kuantan, Kuching, Labuan, Langkawi, London–Heathrow, Makassar, Manila, Medan, Medina, Melbourne, Miri, Mumbai, Osaka–Kansai, Pekanbaru, Penang, Perth, Phnom Penh, Phuket, Sandakan, Seoul–Incheon, Shanghai–Pudong, Sibu, Singapore, Surabaya, Surakarta/Solo, Sydney, Taipei–Taoyuan, Tawau, Tokyo–Narita, Xiamen, Yangon Charter: Istanbul–Sabiha Gökçen                                                                                          |
| Malindo Air                  | Adelaide, Amritsar, Bangkok–Don Mueang, Bandung, Bengaluru, Brisbane, Chengdu, Colombo–Bandaranaike, Da Nang, Delhi, Denpasar/Bali, Dhaka, Guangzhou, Guiyang, Haikou, Hanoi, Ho Chi Minh City, Hong Kong, Jakarta–Soekarno-Hatta, Johor Bahru, Kathmandu, Kochi, Kolkata, Kota Kinabalu, Kuching, Labuan, Lahore, Langkawi, Melbourne, Mumbai, Penang, Perth, Phnom Penh, Phuket, Sandakan, Sapporo–Chitose, Singapore, Sydney, Taipei–Taoyuan, Tawau, Thiruvananthapuram, Tiruchirapalli, Varanasi, Wuhan (suspended), Yangon, Zhengzhou Szezonális charter: Christmas Island |
| Nepal Airlines               | Kathmandu |
| Oman Air                     | Muscat |
| Pakistan nemzetközi Airlines | Islamabad |
| Philippine Airlines          | Manila |
| Philippines AirAsia          | Cebu, Manila |
| Qatar Airways                | Doha |
| Regent Airways               | Dhaka |
| Royal Brunei Airlines        | Bandar Seri Begawan |
| Royal Jordanian              | Amman–Queen Alia, Bangkok–Suvarnabhumi |
| Saudia                       | Jeddah, Medina, Riyadh |
| Scoot                        | Singapore |
| Shanghai Airlines            | Shanghai–Pudong |
| Shenzhen Airlines            | Shenzhen |
| SilkAir                      | Singapore |
| Singapore Airlines           | Singapore |
| SriLankan Airlines           | Colombo–Bandaranaike |
| Thai AirAsia                 | Bangkok–Don Mueang, Hat Yai |
| Thai Airways International   | Bangkok–Suvarnabhumi |
| Thai Smile                   | Bangkok–Suvarnabhumi |
| Turkish Airlines             | Istanbul |
| Turkmenistan Airlines        | Aşgabat |
| US-Bangla Airlines           | Dhaka |
| Uzbekistan Airways           | Taskent |
| VietJet Air                  | Ho Chi Minh City |
| Vietnam Airlines             | Hanoi, Ho Chi Minh City |
| XiamenAir                    | Fuzhou, Xiamen |

### Teher
| Légitársaság           | Célállomások |
| ---------------------- | --- |
| AsiaCargo Express      | Kota Kinabalu, Kuching, Miri |
| Cargolux               | Baku, Luxembourg, Singapore, Zhengzhou |
| China Airlines Cargo   | Taipei–Taoyuan |
| FedEx                  | Guangzhou, Penang |
| Korean Air Cargo       | Penang, Seoul–Incheon |
| MASkargo               | Amszterdam, Bangkok–Suvarnabhumi, Bengaluru, Chennai, Chongqing, Delhi, Dhaka, Guangzhou, Hanoi, Ho Chi Minh City, Hong Kong, Jakarta–Soekarno–Hatta, Kota Kinabalu, Kuching, Labuan, Macau, Manila, Mumbai, Penang, Shanghai–Pudong, Sydney, Taipei–Taoyuan, Tokyo–Narita |
| My Jet Xpress Airlines | Kota Kinabalu, Szingapúr |
| Silk Way Airlines      | Amszterdam, Baku, Frankfurt, Szingapúr |
| Turkish Cargo          | Ho Chi Minh City, Istanbul-Atatürk |
| United Parcel Service  | Penang, Shenzhen |

## Futópályák
A repülőtér futópályái:
- 14L/32R (4124 m, 60 m, beton)
- 14R/32L (4050 m, 60 m, beton)
- 15/33 (3960 m, 60 m, beton)

## Forgalom
Az utasforgalom az elmúlt években az alábbi módon változott:
| Utasok száma | 6 524 405 | 14 538 831 | 17 454 564 | 24 129 748 | 29 398 483 | 37 313 395 | 48 571 834 | 58 558 440 | 62 257 101 | 25 377 000 |
|              | 1998      | 2001       | 2003       | 2006       | 2009       | 2011       | 2014       | 2017       | 2019       | 2022       |